# Lethocerus medius
Lethocerus medius är en insektsart som först beskrevs av Guérin-Méneville 1857.  Lethocerus medius ingår i släktet Lethocerus och familjen Belostomatidae. Inga underarter finns listade i Catalogue of Life.